# ミシュリーヌ・ボーシュマン
ミシュリーヌ・ボーシュマン（Micheline Beauchemin、1929年10月24日 - 2009年9月29日）は、カナダのケベック州ロンゲール出身の手芸作家。
オンタリオ州オタワにある国立芸術センターやケベック州モントリオールの芸術広場にあるメゾヌーブ劇場のステージにある舞台幕を手掛けたことなどが知られている。1966年に国立芸術センターの横23メートル、縦13メートルの巨大な舞台幕を作った際には日本の川島織物セルコンの技師たちと共に作り上げた。
1973年にはカナダ勲章のオフィサー章（一般市民に授けられるものとしては最高位のもの）を受賞した。2009年9月29日、ケベックにて死亡。79歳だった。